# Лисогорка (Куйбишевський район)
Лисого́рка (рос. Лысогорка) — село в Куйбишевському районі Ростовської області Росії. Є центром Лисогорського сільського поселення.

## Географія
Географічні координати: 47°42' пн. ш. 39°12' сх. д. Часовий пояс — UTC+4.
Лисогорка розташована на південному схилі Донецького кряжу. Відстань до районного центру, села Куйбишева, становить 25 км. Через село протікає річка Тузлов.

### Урбаноніми
- вулиці — Калініна, Кооперативна, Кушнарьова, Миру, Молодіжна, Набережна, Нагорна, Садова, Радянська, Степова, Таганрозька, Тузловська, Чехова, Шевченка;
- провулки — Жовтневий, Перемоги, Північний[2].

## Населення
У 1926 році в Лисогорці проживало 2067 осіб, серед яких українців — 2050.
За даними перепису населення 2010 року на території села проживало 1318 осіб. Частка чоловіків у населенні складала 48,3 % або 637 осіб, жінок — 51,7 % або 681 особа.

## Соціальна сфера
У населеному пункті діють загальноосвітня школа та дошкільний навчальний заклад «Буратіно».

## Пам'ятки
На території села знаходиться три братські могили з 157, 69 та 114 радянськими воїнами відповідно, які загинули під час Другої світової війни.